# 1950년 아삼-티베트 지진
1950년 아삼-티베트 지진 혹은 속칭 아삼 대지진은 1950년 8월 15일 발생한 모멘트 규모 Mw8.6-8.7의 지진이다. 진앙은 인도와 중국 국경의 미스미언덕이다. 이 지진은 육지에서 발생한 지진 중 규모가 가장 큰 지진이자 2012년 인도양 지진과 함께 현재까지 가장 큰 규모의 주향이동단층형 지진이다. 중국 지진 관측상 가장 큰 규모의 지진이기도 하다.
인도 표준시 기준 오후 7시 39분에 발생한 이 지진은 중국의 티베트와 인도 아삼주 양 지역에 큰 피해를 입혔으며 4,800명 이상이 사망했다. 이 지진은 섭입대에서 일어난 지진이 아닌 대륙 충돌대에서 발생한 지진 중 가장 큰 규모로 기록되었으며, 지진 발생 당시 들린 굉음이 지진 피해 지역 전역에 기록되기도 했다.

## 지질학적 특성

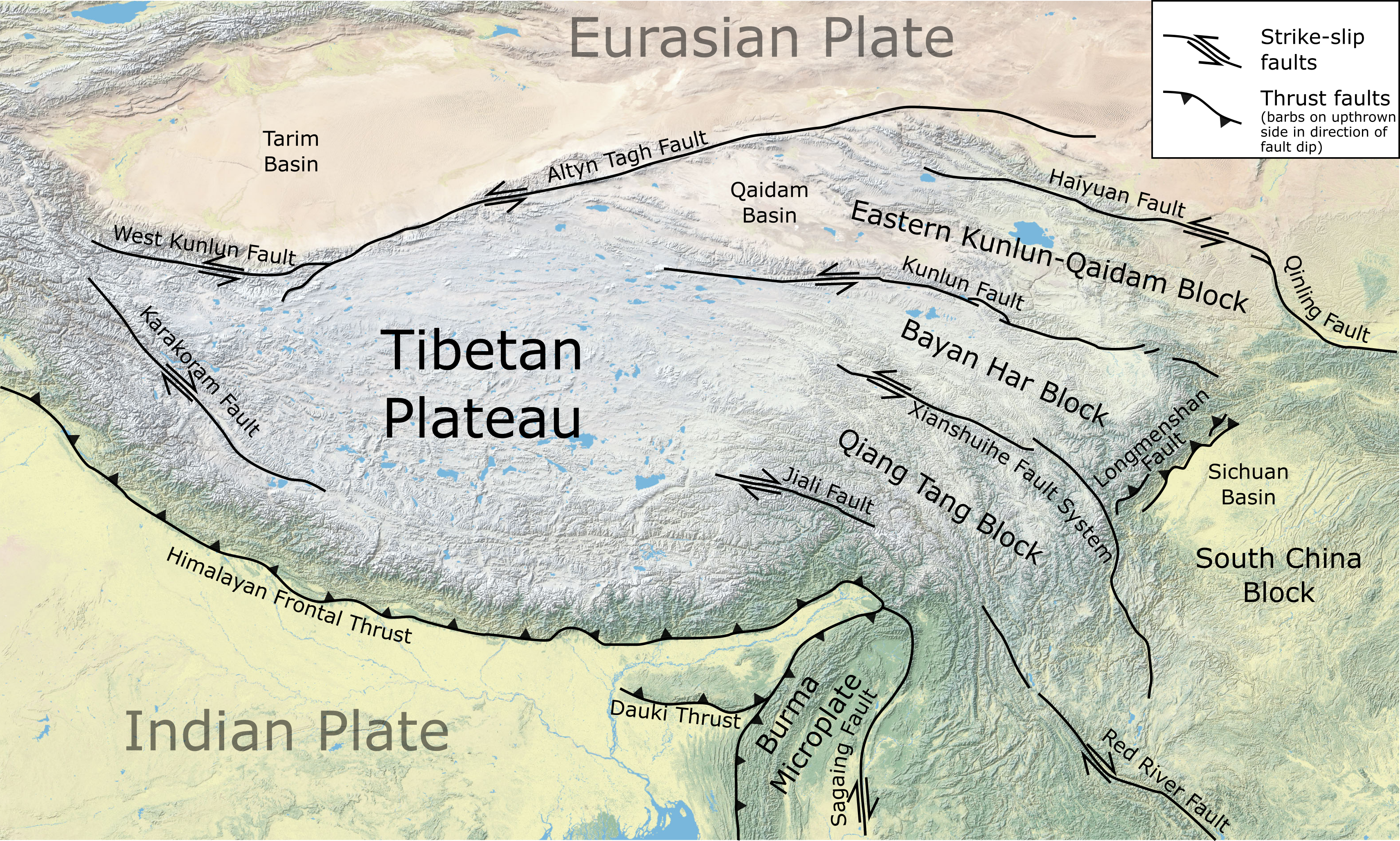
티베트고원 지역의 지질학적 상황 지도. 이 중 히말라야 정면 충상단층(HMT)는 히말라야 지역에서 제일 중요한 단층대 중 하나이다.

인도와 티베트의 경계 지역은 유라시아판과 인도판이 서로 부딪히며 형성된 알프스-히말라야 조산대가 이어진 히말라야산맥에서 가장 지진이 많이 일어난다. 인도판은 약 50 mm/a의 속도로 북쪽으로 이동하여 히말라야산맥에서 수렴하는 유라시아판과 충돌해 티베트고원이 지속적으로 융기하고 있다. 티베트고원 지역에는 북쪽부터 남쪽으로 순차적으로 알틴 타그 단층(Altyn Tagh fault, ATF), 쿤룬-마친 단층, 셴수이허 단층대, 진사장 단층(혹은 Yaziba Fault), 카라코룸 단층대/자리 단층대, 야루창부장 단층대, 히말라야 융기대 등 여러 단층대가 있다. 이러한 지질학적 특성으로 인해 아삼과 티베트 경계 지역인 야루창부장 대협곡 근처의 충돌대는 응력이 집중되고 지각이 불안정하여 큰 규모의 지진이 발생하기 쉽다.
북동인도의 지진사를 밝히기 위해 국립지구물리연구소와 부바네스와르 물리학 연구소가 공동으로 지질 조사를 했다. 연구에 따르면 선상지에 파낸 최소 12곳의 땅 구덩이와 과거의 지진 활동으로 만들어진 부리디힝강 계곡에서 암상과 모래 분사와 같은 토양액상화 현상이 발견되었다. 방사성 탄소 연대 측정 결과 퇴적물의 연대는 약 500년이며 이는 1548년에 기록된 지진과 식기가 일치한다.

## 지진
지진은 히말라야산맥과 헝돤산맥 사이 험준한 산맥 지역에서 발생했다. 진앙은 인도와 티베트의 경계인 맥마흔 라인 바로 남쪽이며 인도와 티베트 양 쪽 모두에 큰 영향을 미쳤다. 이 대지진의 규모는 최대 M8.7로 측정되었으며 지진학이 도입되고 근대 지진 관측 이래 가장 중요한 지진 중 하나로 간주된다. 지진의 진도는 장안 대학의 연구에서 수정 메르칼리 진도 계급 XII이며, 중국지진국 및 미국 지질조사국 연구 기준으로는 XI이다.
20세기에 발생한 지진 중 6번째로 규모가 큰 지진이다. 해양 섭입대에서 발생하지 않은 지진 중 규모가 가장 큰 지진이기도 하다. 이 지진은 두 대륙판 사이의 충돌로 발생했다.
여진도 많이 발생했으며 이 중 상당수는 규모 M6 이상이었고 진앙과 거리가 먼 지진관측소에서도 관측이 잘 될 정도였다. 지진 데이터를 통해 인도 기상청은 지진 발생 범위가 동경 90도에서 97도 사이 광범위한 지역이며 대지진의 진앙은 동쪽 끄트머리라고 추정했다.

### 여진 목록
| 발생 날짜/시각 (UTC) | 위경도                                                        | 규모 | 진원 깊이 | 최대 진도 (수정 메르칼리 진도 계급) | 출처   |
| -------------------- | ------------------------------------------------------------- | ---- | --------- | ----------------------------------- | ------ |
| 1950-08-15 18:38:48  | 북위 28° 31′ 12″ 동경 95° 43′ 52″ / 북위 28.520° 동경 95.731° | M6.2 | 25.0 km   | VII                                 | [ 14 ] |
| 1950-08-16 06:42:05  | 북위 28° 22′ 48″ 동경 95° 53′ 38″ / 북위 28.380° 동경 95.894° | M6.2 | 25.0 km   | VII                                 | [ 15 ] |
| 1950-08-17 01:54:17  | 북위 28° 25′ 37″ 동경 94° 50′ 38″ / 북위 28.427° 동경 94.844° | M6.1 | 25.0 km   | VII                                 | [ 16 ] |
| 1950-08-18 01:07:56  | 북위 29° 11′ 46″ 동경 95° 52′ 52″ / 북위 29.196° 동경 95.881° | M6.3 | 20.0 km   | VII                                 | [ 17 ] |
| 1950-08-18 16:58:54  | 북위 29° 43′ 23″ 동경 96° 33′ 25″ / 북위 29.723° 동경 96.557° | M6.1 | 25.0 km   | VI                                  | [ 18 ] |
| 1950-08-22 13:22:25  | 북위 26° 59′ 31″ 동경 97° 10′ 16″ / 북위 26.992° 동경 97.171° | M6.1 | 25.0 km   | VI                                  | [ 19 ] |
| 1950-08-26 06:33:12  | 북위 27° 13′ 59″ 동경 94° 57′ 54″ / 북위 27.233° 동경 94.965° | M6.2 | 25.0 km   | VI                                  | [ 20 ] |
| 1950-09-13 11:07:41  | 북위 27° 36′ 18″ 동경 95° 07′ 59″ / 북위 27.605° 동경 95.133° | M6.2 | 25.0 km   | VI                                  | [ 21 ] |
| 1950-09-30 07:29:00  | 북위 28° 52′ 23″ 동경 94° 24′ 32″ / 북위 28.873° 동경 94.409° | M6.3 | 20.0 km   | VII                                 | [ 22 ] |
| 1950-10-03 23:01:58  | 북위 27° 09′ 40″ 동경 97° 30′ 29″ / 북위 27.161° 동경 97.508° | M6.0 | 25.0 km   | VII                                 | [ 23 ] |

## 피해
1950년 아삼-티베트 지진은 아삼과 티베트 지역 모두 큰 피해를 입혔다. 아삼에서의 사망자는 1,526명으로 기록되었고, 티베트에서는 3,300명으로 기록되어 약 4,800명 이상의 사망자가 기록되었다.
미스미언덕과 주변 산림지역에서 여러 산사태와 낙석이 발생해 구호가 어려워졌다. 아보르언덕 지역에서는 산사태로 70개 마을이 파괴되었고 156명의 사상자가 발생했다. 산사태로 브라마푸트라강 상류의 지류도 막혔다. 디방계곡구에서는 산사태로 발생한 자연댐이 피해를 주지 않고 무너졌지만 수반시리강의 다른 자연댐은 8일 간격으로 터져 발생한 7 m 높이의 급류로 여러 마을이 물에 잠기고 532명이 사망했다.
1897년 아삼 지진과 비교했을 때 아삼 지역의 재산 피해는 본 지진이 더 컸다. 극심한 흔들림 이외에도 지진으로 강이 높게 솟아오르면서 모래, 진흙, 나무와 여러 파편이 휩쓸려가는 홍수가 발생했다. 지진 피해 지역 상공을 날던 비행기 조종사는 지형에 큰 변화가 생겼다고 보고했다. 대부분 거대한 산사태로 발생했으며 이 중 일부는 사진으로도 찍혔다.
티베트에서는 하인리히 하러가 라싸에서 강한 흔들림을 느끼고 땅에 큰 균열이 생겼다고 보고했다. 라싸에서 며칠간 여진이 계속되었다. 티베트 리마(현 차위현)에 있던 프랭크 킹던워드는 격렬한 흔들림과 함께 수많은 낙석이 발생하고 개울물이 솟구쳤다고 말했다. 당시 버마 북부 푸타오게 거주하던 미국인 선교사 헬렌 마이어스 모스는 본국에 강한 본진과 수많은 여진, 땅에 나는 소음에 대해 기록한 편지를 보냈다.
본진 며칠 후 서쪽에서 발생한 여진 중 하나는 본진보다 아삼 지역에서 더 강하게 느껴졌다. 이 때문에 일부 언론인은 나중에 발생한 지진이 "더 컸으며" 역사상 가장 강력한 지진이라고 믿었다. 이는 지진 규모와 진도의 본질적인 개념을 혼동한 대표적인 예시다. 본진 당시 킹던워드와 다른 사람들이 들었던 지진 발생 당시 나왔던 소리도 조사되었다.
지진으로 멀리 노르웨이와 영국에서도 세이시 현상이 관측되었다.

## 같이 보기
- 1897년 아삼 지진
- 2009년 부탄 지진
- 2015년 4월 네팔 지진
- 1950년 지진
- 인도의 지진 목록
- 중국의 지진 목록